# اولی واتکینز
الیور جرج آرتور واتکینز (به انگلیسی: Oliver George Arthur Watkins)؛ زاده ۳۰ دسامبر ۱۹۹۵ یک بازیکن فوتبال انگلیسی که به عنوان مهاجم برای باشگاه لیگ برتری استون ویلا بازی می‌کند.
واتکینز پرورش یافته آکادمی فوتبال باشگاه اکستر سیتی است و در سال ۲۰۱۷ جایزه بازیکن جوان سال لیگ فوتبال را به دست آورد. در سال ۲۰۱۷ به برنتفورد منتقل شد و سه سال موفق را در این باشگاه گذراند و با ۲۶ گل، به‌طور مشترک گلزن برتر چمپیونشیپ در فصل ۲۰–۲۰۱۹ شد و بازیکن سال چمپیونشیپ در ۲۰۲۰ نام گرفت. در سپتامبر ۲۰۲۰ او به استون ویلا پیوست.
او به تیم ملی فوتبال انگلیس هم دعوت شد و برابر تیم ملی فوتبال سن مارینو گلزنی کرد.

## اوایل زندگی و آموزش
واتکینز در نیوتون آبوت رشد کرد و در کودکی هوادار تورکی یونایتد بود و در کالج دارتموور جنوبی تحصیل کرد.

## دوران حرفه‌ای

### اکستر سیتی
تلاش واتکینز در سال ۲۰۰۳ و در سن ۹ سالگی برای پیوستن به باشگاه فوتبال اکستر سیتی ناکام ماند اما دو سال پس از آن به آکادمی این باشگاه در رده سنی ۱۱ سال محلق شد. او در رده‌های جوانان این باشگاه رشد کرد و در فصل ۱۴–۲۰۱۳ که با قهرمانی تیمش در ائتلاف لیگ فوتبال جوانان در کنفرانس جنوب غربی همراه شد، ۳۰ گل برای تیم زیر ۱۸ سال باشگاه به ثمر رساند. او در آوریل ۲۰۱۴ یک قرارداد حرفه‌ای دو ساله امضا کرد. در بازی هفته آخر از فصل ۱۴–۲۰۱۳ برابر هارتپول یونایتد که با پیروزی ۲–۰ همراه شد، واتکینز به تیم اصلی دعوت شد و در دقیقه ۷۷ به عنوان جایگزین آرون داوسون به زمین رفت. واتکینز در طول سه ماه نخست از فصل ۱۵–۲۰۱۴ اغلب به عنوان ذخیره وارد فهرست بازیکنان پول تیزدال؛ مربی تیم می‌شد، و علی‌رغم به ثمر رساندن تک گل تیمش در شکست ۳ بر ۱ مقابل کاونتری سیتی در بازی دور برگشت از جام لیگ فوتبال در ۷ اکتبر ۲۰۱۴ که اولین گل او برای تیم اصلی بود، فقط در سه بازی فرصت حضور در ترکیب تیم را پیدا کرد. او در دسامبر ۲۰۱۴ و در یک انتقال قرضی، برای باقی فصل به وستون سوپر مار ملحق شد.

#### انتقال قرضی به وستون سوپر-مار: ۱۵–۲۰۱۴
در ۸ دسامبر ۲۰۱۴، واتکینز و هم تیمی‌اش در اکستر سیتی مت جی با انتقالی قرضی به مدت یک ماه به تیم وسترن سوپر مار در کنفرانس جنوب پیوست. با تمدید قرارداد، واتکینز تا پایان فصل ۱۵–۲۰۱۴ در این تیم باقی ماند. او در ترکیب اصلی این تیم بازی می‌کرد و پیش از بازگشت به سنت جیمز پارک در انتهای فصل، در ۲۵ بازی برای این تیم ۱۰ گل به ثمر رساند.

#### ۱۷–۲۰۱۵: موفقیت‌های ابتدایی
واتکینز پس از آنکه نتوانست در ترکیب تیم اصلی اکستر در دو ماه ابتدایی فصل ۱۶–۲۰۱۵ قرار بگیرد، در اکتبر ۲۰۱۵ روی نیمکت ذخیره‌ها نشست و اواخر همان ماه فرصت پیدا کرد تا اولین بازی خود را در این فصل انجام دهد. در دربی دوون مقابل پلیموث آرگیل در ۶ دسامبر که با نتیجه ۲–۱ به سود اکستر سیستی خاتمه یافت، واتکینز اولین بازی خود را برای تیمش انجام داد و در پیروزی ۲ بر ۰ تیمش در بازی برگشت جام حذفی برابر پورت وال، گل دوم اکستر سیتی و اولین گل خود در آن فصل را ثبت کرد. در مارس ۲۰۱۶، واتکینز به ترکیب اصلی راه یافت. او در ماه مارس عملکرد فوق‌العاده‌ای داشت و در شش بازی چهار گل به ثمر رساند و موفق به کسب جایزه بهترین بازیکن ماه لیگ فوتبال و بهترین بازیکن ماه از نگاه هواداران شد. روند گلزنی او تا اواسط آوریل ادامه داشت و در ۱۰ بازی، هشت گل به ثمر رساند. دو گل از این هشت گل در بازی برگشت دربی دوون برابر پلیموث آرگیل به ثمر رسید، و باخت یک بر صفر تیمش را به پیروزی دیرهنگام ۲–۱ تبدیل کرد. گل دوم او در این بازی به عنوان بهترین گل فصل باشگاه انتخاب شد. واتکینز فصل ۱۶–۲۰۱۵ را با ۱۰ گل در ۲۲ بازی به پایان رساند.
عملکرد واتکینز در دو ماه پایانی فصل ۱۶–۲۰۱۵ باعث شد وی در تیم اصلی در فصل ۱۷–۲۰۱۶ تثبیت شود.او فصل پرباری را پشت سر گذاشت؛ ۵۲ بازی انجام داد، ۶ گل به ثمر رساند و ۱۳ پاس گل داد، هرچند که این فصل از رقابت‌ها با شکست ۲–۱ اسکتر سیتی مقابل بلکپول در فینال بازی‌های پلی‌آف لیگ دو در ورزشگاه ومبلی ۲۰۱۷ به پایان رسید. واتکینز اولین هت تریک خود را در پیروزی ۴–۱ مقابل نیوپورت کانتی در ۳۱ دسامبر ۲۰۱۶ به ثمر رساند و دو گل و ۵ پاس گل از او در ژانویه ۲۰۱۷ باعث شد وی جایزه بهترین بازیکن ماه لیگ فوتبال را کسب کند. عملکرد او در طول فصل ۱۷–۲۰۱۶ سبب شد تا در ۹ آوریل جایزه بهترین بازیکن جوان سال لیگ فوتبال انگلستان را دریافت کند. واتکینز در ۱۸ ژوئیه ۲۰۱۷ اکستر سیتی را ترک کرد، و در سه فصل از حضورش در این تیم، ۷۸ بازی انجام داد و ۲۶ گل به ثمر رساند.

### برنتفورد
در تاریخ ۱۸ ژوئیه ۲۰۱۷، واتکینز با عقد قراردادی چهار ساله و با گزینه تمدید یک ساله، به باشگاه برنتفورد در دسته چمپیونشیپ پیوست، اگرچه مبلغ این انتقال نامشخص ماند، اما هزینه یک میلیون و ۸۰۰ هزار پوند برای این قرارداد گزارش شده است. در دور رفت از بازی‌های جام اتحادیه مقابل ویمبلدون به تاریخ ۳ اوت ۲۰۱۷ که پیروزی ۳ بر ۱ برنتفورد را به دنبال داشت، واتکینز اولین گل رسمی خود را به ثمر رساند.
در ۹ اوت ۲۰۱۹، قرارداد چهار ساله جدیدی را با گزینه تمدید یک ساله امضا کرد.
در پیروزی ۳–۱ برنتفورد در مسابقات چمپیونشیپ برابر بارنزلی به تاریخ ۲۹ سپتامبر ۲۰۱۹، واتکینز هر سه گل تیمش را به ثمر رساند و اولین هت تریک خود را برای این تیم ثبت کرد. در فصل ۲۰–۲۰۱۹، واتکینز در ۵۰ بازی برای تیمش به میدان رفت و ۲۶ گل به ثمر رساند. برنتفورد با شکست ۲ بر ۱ در فینال بازی‌های پلی‌آف چمپیونشیپ ۲۰۲۰ از صعود به لیگ برتر بازماند.

### استون ویلا
در تاریخ ۹ سپتامبر ۲۰۲۰، واتکینز با عقد قراردادی ۵ ساله و با مبلغی بالغ بر ۲۸ میلیون پوند که می‌تواند تا ۳۳ میلیون پوند افزایش یابد، به تیم استون ویلا از لیگ برتر پیوست که این مبلغ برای باشگاه یک رکورد بود. در پیوستن به استون ویلا، واتکینز با سرمربی دین اسمیت که در ابتدا وی را برای برنتفورد امضا کرده بود، پیوست. در ۱۵ سپتامبر ۲۰۲۰، واتکینز اولین بازی خود را برای استون ویلا انجام داد و در پیروزی ۳–۱ خارج از خانه تیمش در جام اتحادیه مقابل بورتون آلبیون گلزنی کرد. در ۲۱ سپتامبر ۲۰۲۰ و در بازی خانگی مقابل شفیلد یونایتد که با پیروزی ۱–۰ تیمش پایان یافت، او برای اولین بار در لیگ برتر به میدان رفت.
در ۴ اکتبر ۲۰۲۰ و در بازی خانگی استون ویلا مقابل قهرمان فصل گذشته لیگ برتر، واتکینز اولین گل‌های خود در لیگ برتر را به ثمر رساند و با یک ضربه پای چپ، یک ضربه پای راست و یک ضربه سر، در پیروزی قاطع ۷–۲ تیمش مقابل لیورپول با سه گل سهیم شد. این سنگین‌ترین شکست لیورپول در ۵۷ سال گذشته بود و اولین بار در تاریخ لیگ برتر بود که مدافع عنوان قهرمان لیگ در یک مسابقه ۷ گل دریافت می‌کرد.

## استایل بازی
واتکینز خود را یک شماره ۱۰ کلاسیک توصیف کرده و از تیری آنری به عنوان الگوی ورزشی خود نام برده است و در سال ۲۰۱۷ اظهار داشت: «من سعی دارم به شیوه او بازی کنم، به مدافعان فشار بیاورم و زمانی که توپ را تصاحب کردم به دنبال ایجاد موقعیت باشم.» او همچنین به عنوان یک وینگر مهارت دارد. در فصل ۲۰–۲۰۱۹، واتکینز به عنوان یک مهاجم نوک کلاسیک برای برنتفورد بازی کرد.

## آمار عملکرد
تا تاریخ بازی‌ها ۲۷ ژانویه ۲۰۲۱
| باشگاه               | فصل          | لیگ          | لیگ  | لیگ | جام حذفی | جام حذفی | جام اتحادیه | جام اتحادیه | سایر رقابت‌ها | سایر رقابت‌ها | مجموع | مجموع |
| باشگاه               | فصل          | دسته         | بازی | گل  | بازی     | گل       | بازی        | گل          | بازی         | گل           | بازی  | گل    |
| -------------------- | ------------ | ------------ | ---- | --- | -------- | -------- | ----------- | ----------- | ------------ | ------------ | ----- | ----- |
| اکستر سیتی           | ۱۴–۲۰۱۳      | لیگ دو       | ۱    | ۰   | ۰        | ۰        | ۰           | ۰           | ۰            | ۰            | ۱     | ۰     |
| اکستر سیتی           | ۱۵–۲۰۱۴      | لیگ دو       | ۲    | ۰   | ۰        | ۰        | ۰           | ۰           | ۱            | ۱            | ۳     | ۱     |
| اکستر سیتی           | ۱۶–۲۰۱۵      | لیگ دو       | ۲۰   | ۸   | ۲        | ۱        | ۰           | ۰           | ۰            | ۰            | ۲۲    | ۹     |
| اکستر سیتی           | ۱۷–۲۰۱۶      | لیگ دو       | ۴۵   | ۱۳  | ۰        | ۰        | ۲           | ۰           | ۵            | ۳            | ۵۲    | ۱۶    |
| اکستر سیتی           | مجموع        | مجموع        | ۶۸   | ۲۱  | ۲        | ۱        | ۲           | ۰           | ۶            | ۴            | ۷۸    | ۲۶    |
| وستون سوپر مار (قرض) | ۱۵–۲۰۱۴      | کنفرانس جنوب | ۲۴   | ۱۰  | ۰        | ۰        | —           | —           | 1            | ۰            | ۲۵    | ۱۰    |
| برنتفورد             | ۱۸–۲۰۱۷      | چمپیونشیپ    | ۴۵   | ۱۰  | ۱        | ۰        | ۲           | ۱           | —            | —            | ۴۸    | ۱۱    |
| برنتفورد             | ۱۹–۲۰۱۸      | چمپیونشیپ    | ۴۱   | ۱۰  | ۳        | ۲        | ۱           | ۰           | —            | —            | ۴۵    | ۱۲    |
| برنتفورد             | ۲۰–۲۰۱۹      | چمپیونشیپ    | ۴۶   | ۲۵  | ۰        | ۰        | ۱           | ۰           | ۳            | ۱            | ۵۰    | ۲۶    |
| برنتفورد             | مجموع        | مجموع        | ۱۳۲  | ۴۵  | ۴        | ۲        | ۴           | ۱           | ۳            | ۱            | ۱۴۳   | ۴۹    |
| استون ویلا           | ۲۱–۲۰۲۰      | لیگ برتر     | ۱۸   | ۸   | ۰        | ۰        | ۳           | ۲           | —            | —            | ۲۱    | ۱۰    |
| مجموع عملکرد         | مجموع عملکرد | مجموع عملکرد | ۲۴۱  | ۸۵  | ۶        | ۳        | ۹           | ۳           | ۷            | ۳            | ۲۶۲   | ۹۴    |

1. ↑  بازی‌ها در جام لیگ فوتبال
2. ↑  دو بازی و یک گل در جام لیگ فوتبال، سه بازی و دو گل در پلی آف لیگ دو.
3. ↑  بازی‌ها در جام فوتبال.
4. ↑  بازی‌ها در پلی آف چمپیونشیپ.

## افتخارات
فردی
- بازیکن جوان سال لیگ فوتبال انگلستان: ۱۷–۲۰۱۶[۲۵]
- بازیکن ماه لیگ دو فوتبال انگلستان:۱۷–۲۰۱۶[۲۴]
- بازیکن جوان لیگ فوتبال انگلستان: مارس ۲۰۱۶[۱۷]
- بازیکن ماه از نگاه هواداران: مارس ۲۰۱۶[۱۸]
- گلزن برتر چمپیونشیپ: ۲۰–۲۰۱۹[۴۴]
- بازیکن سال لیگ فوتبال انگلستان: ۲۰–۲۰۱۹[۴۵]